# Drugi gabinet Davida Camerona
Drugi gabinet Davida Camerona – gabinet Wielkiej Brytanii, urzędujący od 11 maja 2015 do 13 lipca 2016 roku. Był gabinetem jednopartyjnym Partii Konserwatywnej.

## Okoliczności powstania i dymisji
Gabinet powstał po wyborach z 8 maja 2015, w których konserwatyści uzyskali większość bezwzględną w Izbie Gmin. Tym samym zbędna okazała się dalsza współpraca z Liberalnymi Demokratami, którzy współtworzyli pierwszy gabinet Camerona.
Po ogłoszeniu wyników referendum w sprawie wystąpienia Wielkiej Brytanii z Unii Europejskiej David Cameron zrezygnował z przywództwa w Partii Konserwatywnej. Po ogłoszeniu Theresy May liderką Partii Konserwatywnej, ustąpił ze stanowiska szefa rządu 13 lipca 2016.

## Skład[2]
Nominacje poszczególnych ministrów były ogłaszane przez premiera Camerona stopniowo w dniach 9–11 maja. 11 maja 2015 uznaje się za pierwszy dzień urzędowania gabinetu jako całości.
| Stanowisko                                                  | Osoba                              | Od            | Do            |
| ----------------------------------------------------------- | ---------------------------------- | ------------- | ------------- |
| Premier Pierwszy lord skarbu Minister służby cywilnej       | David Cameron                      | 11 maja 2015  | 13 lipca 2016 |
| Kanclerz skarbu Pierwszy sekretarz stanu                    | George Osborne                     | 11 maja 2015  | 13 lipca 2016 |
| Minister spraw wewnętrznych                                 | Theresa May                        | 11 maja 2015  | 13 lipca 2016 |
| Minister spraw zagranicznych i Wspólnoty Narodów            | Philip Hammond                     | 11 maja 2015  | 13 lipca 2016 |
| Lord kanclerz Minister sprawiedliwości                      | Michael Gove                       | 11 maja 2015  | 13 lipca 2016 |
| Minister obrony                                             | Michael Fallon                     | 11 maja 2015  | 13 lipca 2016 |
| Minister ds. biznesu, innowacji i kompetencji               | Sajid Javid                        | 11 maja 2015  | 13 lipca 2016 |
| Minister pracy i emerytur                                   | Iain Duncan Smith                  | 11 maja 2015  | 19 marca 2016 |
| Minister pracy i emerytur                                   | Stephen Crabb                      | 19 marca 2016 | 13 lipca 2016 |
| Minister zdrowia                                            | Jeremy Hunt                        | 11 maja 2015  | 13 lipca 2016 |
| Minister społeczności i samorządów lokalnych                | Greg Clark                         | 11 maja 2015  | 13 lipca 2016 |
| Minister edukacji Minister ds. kobiet i równości            | Nicky Morgan                       | 11 maja 2015  | 13 lipca 2016 |
| Minister rozwoju międzynarodowego                           | Justine Greening                   | 11 maja 2015  | 13 lipca 2016 |
| Minister energii i zmian klimatycznych                      | Amber Rudd                         | 11 maja 2015  | 13 lipca 2016 |
| Minister transportu                                         | Patrick McLoughlin                 | 11 maja 2015  | 13 lipca 2016 |
| Minister ds. Szkocji                                        | David Mundell                      | 11 maja 2015  | 13 lipca 2016 |
| Minister ds. Walii                                          | Stephen Crabb                      | 11 maja 2015  | 19 marca 2016 |
| Minister ds. Walii                                          | Alun Cairs                         | 19 marca 2016 | 13 lipca 2016 |
| Minister ds. Irlandii Północnej                             | Theresa Villiers                   | 11 maja 2015  | 13 lipca 2016 |
| Minister kultury, mediów i sportu                           | John Whittingdale                  | 11 maja 2015  | 13 lipca 2016 |
| Minister środowiska, żywności i spraw wsi                   | Elizabeth Truss                    | 11 maja 2015  | 13 lipca 2016 |
| Przewodniczący Izby Gmin Lord przewodniczący Rady           | Chris Grayling                     | 11 maja 2015  | 13 lipca 2016 |
| Przewodnicząca Izby Lordów Lord tajnej pieczęci             | Tina, baronessa Stowell of Beeston | 11 maja 2015  | 13 lipca 2016 |
| Kanclerz Księstwa Lancaster Minister – szef Urzędu Gabinetu | Oliver Letwin                      | 11 maja 2015  | 13 lipca 2016 |